# Les Nuits blanches
Pour les articles homonymes, voir Nuit blanche.
Les Nuits blanches : roman sentimental (souvenir d'un rêveur) (Белые ночи) est une longue nouvelle de l'écrivain russe Fiodor Dostoïevski, publiée en 1848.  
Long d'une centaine de pages (Folio), le récit est divisé en cinq parties : quatre « nuits » et un « matin ».  
L'histoire est racontée par un narrateur anonyme, un jeune homme qui vit à  Saint-Pétersbourg et souffre de solitude. Il rencontre une jeune femme et en tombe amoureux ; malgré les apparences, cet amour ne sera pas vraiment partagé : la jeune fille, tourmentée par un chagrin d'amour, retrouve l'homme qu'elle a aimé et reprend sa liaison avec lui. Le narrateur retourne alors à sa solitude.  

## Le titre
Selon Ely Halpérine-Kaminsky, un des premiers traducteurs de la nouvelle en français, lorsque l'on parle à Saint-Pétersbourg de nuit blanche, on évoque l'époque durant laquelle le soleil se couche vers 9 h le soir et se lève vers 1 h du matin. 

## Résumé

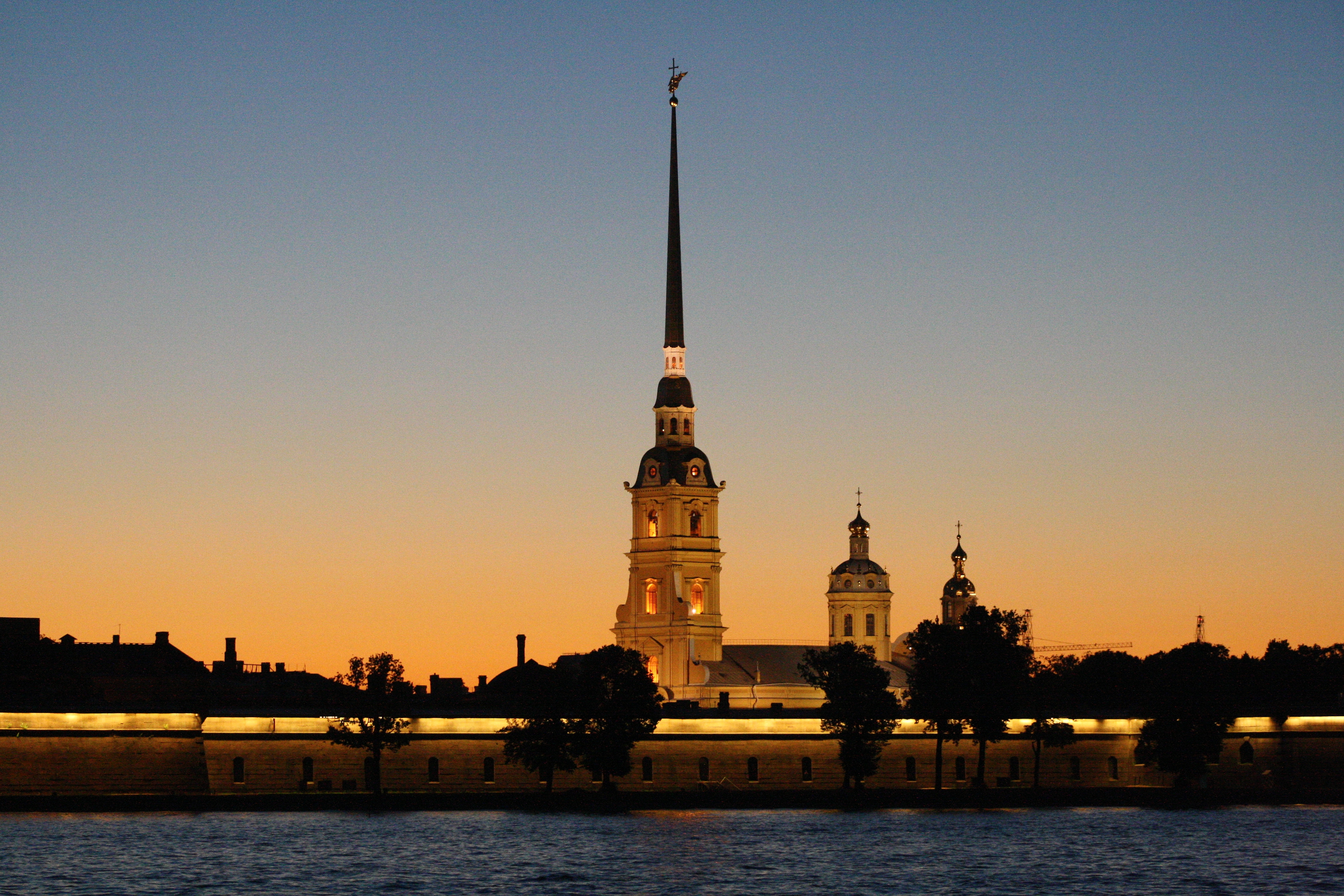
Saint-Pétersbourg à minuit, durant les nuits blanches (2012).

Le narrateur est un jeune fonctionnaire qui parcourt Saint-Pétersbourg en tous sens pour tromper son ennui et sa solitude. Au retour d'une promenade, il croise sur les bords de la Neva une jeune fille en pleurs. Il voudrait l'aborder mais n'ose pas, pourtant il chasse un homme ivre venu l'importuner. La jeune femme accepte ensuite qu'il la raccompagne chez elle. Les deux jeunes gens promettent de se revoir le lendemain soir au même endroit.
La jeune fille, qui répond au nom de Nastienka, tient sa promesse ; elle cherche un confident, pas un amoureux. Le jeune homme, lui, se définit comme rêveur. Il parle de lui à la troisième personne, souffre de la solitude, et n'a aucun ami. À 26 ans, il a déjà le sentiment d'avoir gâché sa vie, et les deux soirées qu’il vient de passer avec elle sont les seules où il a vécu.
Nastienka raconte sa pauvre existence d'orpheline recueillie par sa grand-mère aveugle. À l’âge de 15 ans, elle a fait une bêtise : depuis, sa grand-mère a épinglé sa robe à la sienne pour qu’elle ne puisse pas s'éloigner et qu'elle s’amende. Elle vit ainsi dans un huis clos étouffant et rêve de partir. La chance lui avait portant souri avec un locataire, jeune et bel étudiant, qui l'avait invitée avec sa grand-mère au théâtre. C'est la seule sortie qu'elle ait jamais faite. Et quand celui-ci lui avait annoncé son départ pour Moscou , elle avait voulu partir avec lui, malgré ses 16 ans. Il avait promis de revenir un an plus tard et de l’épouser, et aujourd’hui, voici un an et trois jours qu'il est parti. Tiendra-t-il sa promesse ?...
Le narrateur est tombé amoureux de Nastienka presque immédiatement. Celle-ci cherche à calmer les craintes du jeune homme, qui a peur de voir revenir l'étudiant. Il se laisse cependant bercer par les illusions : lors de la dernière nuit, quand il lui déclare son amour, elle lui répond : « Je l’aime mais ça passera » et elle accepte son amour. Ils font des projets, il va emménager chez elle comme locataire. Ils sont comme enivrés. Mais voilà qu'ils croisent un jeune homme : c’est l'étudiant ! Aussitôt, Nastienka s’arrache de ses bras, court vers l’autre, et tous deux disparaissent. Le lendemain, Nastienka écrit au narrateur pour lui annoncer qu’elle va épouser l’étudiant la semaine suivante. Un amour de quelques jours n’était pas de taille contre un amour d’une année.
Le narrateur se projette alors quinze ans plus tard, et pense qu'il sera toujours aussi seul.

## Personnages
- Le narrateur, 26 ans, idéaliste solitaire, fonctionnaire
- Nastienka, jeune fille brune de 17 ans, orpheline, habite chez sa grand-mère
- Grand-mère, aveugle, elle maintient sa petite-fille à ses côtés par une épingle qui lie leurs deux robes
- Locataire, jeune étudiant venu s'installer dans la mezzanine de la maison de la grand-mère après la mort d'un vieux locataire

## Traductions françaises
- Le Joueur. Les Nuits blanches, trad. Ely Halpérine-Kaminsky, Paris, Plon, 1926, 191 pages, p. 141-191
- Les Nuits blanches, trad. Pierre Pascal, Paris, Gallimard, coll. « Bibliothèque de la Pléiade », 1956, 55 pages  (ISBN 2-070-10178-9). Rééd. coll. « Folio », 112 pages
- Les Nuits blanches, trad. André Markowicz, Arles, Actes Sud, 1992  (ISBN 2-868-69831-X). Rééd. coll. « Babel », no 43, 110 pages

## Adaptations

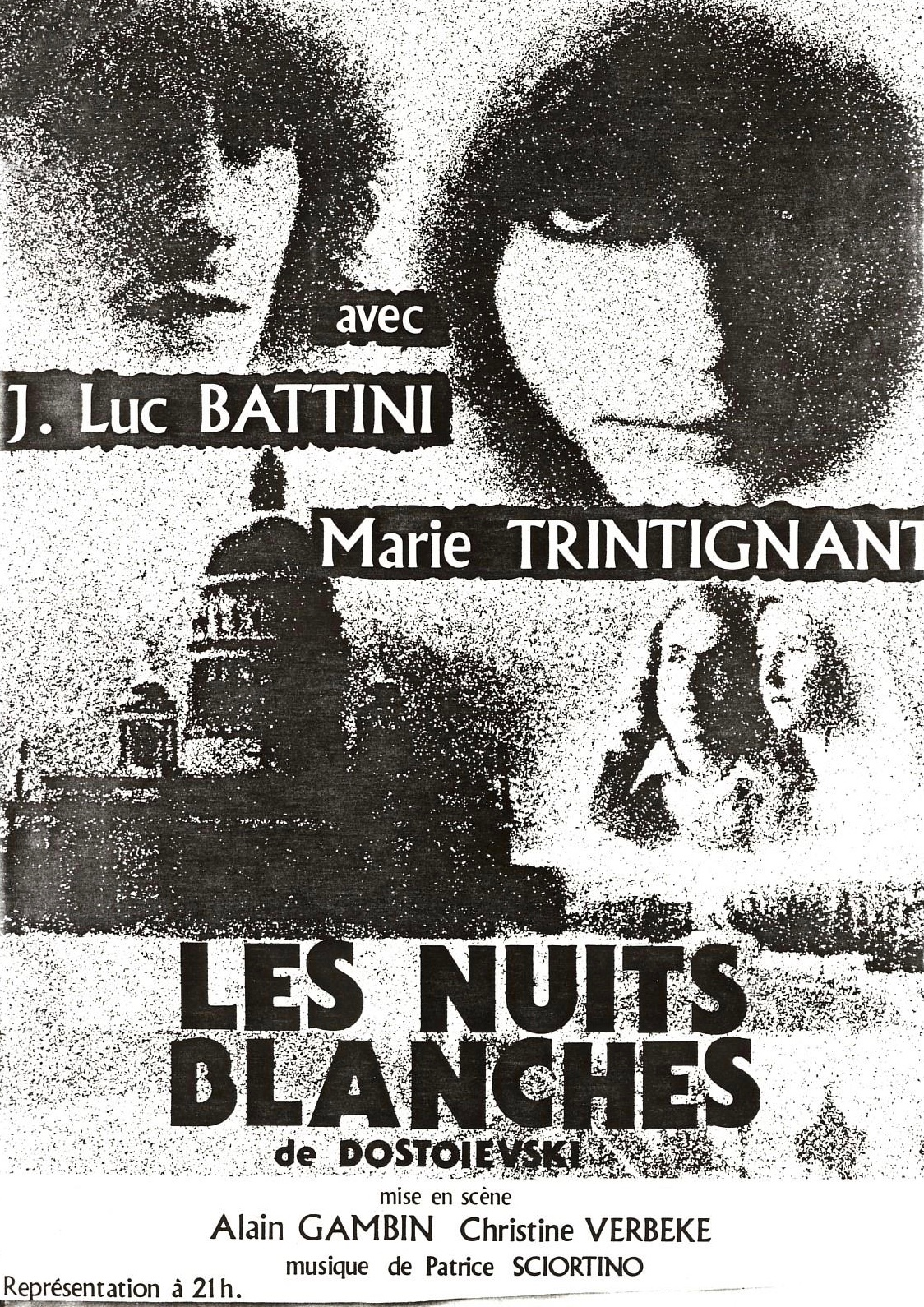
Affiche de l'adaptation théâtrale de 1981 à La Seyne-sur-Mer.

### Adaptations cinématographiques
On dénombre une dizaine d’adaptations au cinéma, notamment :
- Nuits blanches (1957) de Luchino Visconti ;
- Quatre Nuits d'un rêveur (1971) de Robert Bresson ;
- Saawariya (2007) de Sanjay Leela Bhansali ;
- Nuits blanches sur la jetée (2015) de Paul Vecchiali.

Le film Two Lovers (2008) de James Gray est librement inspiré de la nouvelle, tout comme Lola (1961) de Jacques Demy.

### Adaptations théâtrales
La nouvelle a plusieurs fois été mise en scène, notamment :
- Les Nuits blanches, adaptation Gil Sandier, mise en scène Nicole Kessel, avec Nicole Kessel et Jean Martin, 1961[2] ;

- Les Nuits blanches, adaptation et mise en scène d’Alain Gambin et Christine Verbeke ; avec Jean-Luc Battini et Marie Trintignant, au théâtre Guillaume-Apollinaire, La Seyne-sur-Mer, 22 mai 1981 ;
- Les Nuits blanches[3], adaptation de Florient Azoulay et Xavier Gallais, création juillet 2008 au théâtre des Béliers (Avignon).

### Adaptations radiophoniques
Une version radiophonique de la nouvelle, adaptée par Carlos Carretoni et Margaux Grilleau, réalisée par Michel Sidoroff, a été diffusée le 11 juin 2016 sur France Culture.